# 黒川ラフィ
黒川 ラフィ（くろかわ - 、1994年11月9日 - ）は、ジャパンラグビーリーグワン・ルリーロ福岡に所属するラグビーユニオン選手・アメリカンフットボール選手。ラグビーのポジションはウィング。アメリカンフットボールのポジションはランニングバック。

## プロフィール
- 福岡県出身[2]。
- ポジションはウィング(WTB）
- 身長 178cm、体重 79kg
- ニックネームはラフィ。
- 父はインド人、母は日本人[3]。
- 7人制日本代表の練習生に選ばれたことがある[4]。

## 来歴
大学3年生まで野球をやっていて、大学3年生からラグビーを始めた。
筑陽学園高校、専修大学、北海道バーバリアンズを経て、2019年、コカ・コーラレッドスパークスに加入。2021年4月30日でコカ・コーラレッドスパークスの活動終了が発表され、同年7月31日、アメリカンフットボールチーム「イコールワン福岡SUNS」に入団。
2022年、ルリーロ福岡選手スコッドに選ばれた。